# Tsacasia wagneri
Tsacasia wagneri är en tvåvingeart som beskrevs av Artigas och Nelson Papavero 1995. Tsacasia wagneri ingår i släktet Tsacasia och familjen rovflugor. Inga underarter finns listade i Catalogue of Life.